# Unión Centroamericana de Fútbol
Die Unión Centroamericana de Fútbol (Zentralamerikanische Fußballunion), besser bekannt unter dem Akronym UNCAF, ist ein Zusammenschluss der zentralamerikanischen Fußballverbände von Belize, Costa Rica, El Salvador, Guatemala, Honduras, Nicaragua und Panama. Sämtliche Verbände sind auch Mitglied im Dachverband CONCACAF.
Die UNCAF kümmert sich um die Ausrichtung von verschiedenen Fußballwettbewerben, die hauptsächlich als Qualifikationsturniere für die CONCACAF-Wettbewerbe dienen. Der wichtigste Wettbewerb auf Nationalmannschaftsebene ist die Copa Centroamericana, die für den CONCACAF Gold Cup als Qualifikationsturnier dient.
Auf Vereinsebene wurde bis 2007 die Copa Interclubes UNCAF ausgetragen, in der die zentralamerikanischen Vertreter für den CONCACAF Champions’ Cup ermittelt wurden. Seit 2023 gibt es mit dem CONCACAF Central American Cup wieder einen Vereinswettbewerb innerhalb der UNCAF, der als Qualifikation für den CONCACAF Champions Cup dient.

## Mitglieder
| Land        | Verband                                            |
| ----------- | -------------------------------------------------- |
| Belize      | Football Federation of Belize                      |
| Costa Rica  | Federación Costarricense de Fútbol                 |
| El Salvador | Federación Salvadoreña de Fútbol                   |
| Guatemala   | Federación Nacional de Fútbol de Guatemala         |
| Honduras    | Federación Nacional Autónoma de Fútbol de Honduras |
| Nicaragua   | Federación Nicaragüense de Fútbol                  |
| Panama      | Federación Panameña de Fútbol                      |

## Wettbewerbe

### Männer
Nationalmannschaften
- U-23 Olympia Qualifikation - Zentralamerika Zone (als Qualifikation für das entsprechende CONCACAF Finalturnier)
- Torneo UNCAF Sub-19/18/17/16/15 (als Qualifikation für die entsprechenden CONCACAF-Wettbewerbe)
- Futsal Championship - Zentralamerika Zone (als Qualifikation für das entsprechende CONCACAF Finalturnier)
- Futsal U-20 Championship - Zentralamerika Zone (als Qualifikation für das entsprechende CONCACAF Finalturnier)
- UNCAF Beach Soccer Cup (seit 2018)
- Copa Centroamericana (Zentralamerikameisterschaft) (1991 bis 2017)

Klubs
- CONCACAF Copa Centroamericana (seit 2023)
- UNCAF Copa Interclubes Sub-17 (seit 2018)
- Copa Fraternidad / Copa de Grandes de Centroamerica / Copa Interclubes de la UNCAF (1971 bis 2007)

### Frauen
Nationalmannschaften
- Torneo UNCAF Sub-19 Feminino (seit 2023)
- CONCACAF Women's U-17 Championship - Zentralamerika Zone (als Qualifikation für den entsprechenden CONCACAF-Wettbewerb)
- Copa Centroamericana Feminino (2004 bis 2018 als Qualifikation für die entsprechende CONCACAF-Meisterschaft der Frauen)

Klubs
- Torneo Interclubes Femenino de UNCAF (seit 2016)